# Сырт-Смоленка
Сырт-Смоленка —поселок в Фёдоровском районе Саратовской области в составе сельского поселения Ерусланское муниципальное образование.

## География
Находится на расстоянии примерно 12 километров по прямой на запад-северо-запад от районного центра поселка Мокроус в 4 километрах на север от железнодорожной линии Урбах-Ершов. 

## История
Посёлок был основан в 1926 году. Административно относился к Федоровскому кантону АССР Немцев Поволжья, после упразднения которого включён в состав Саратовской области. К середине XX века он уже имеет современное название, в поздний советский период Сырт-Смоленка входила в Калужский сельсовет Фёдоровского района, на 1987 год в поселке числилось около 140 жителей.

## Население
Постоянное население составляло 131 человека в 2002 году (76% русские) ,  154 в 2010.